# برهم‌کنش کهکشان

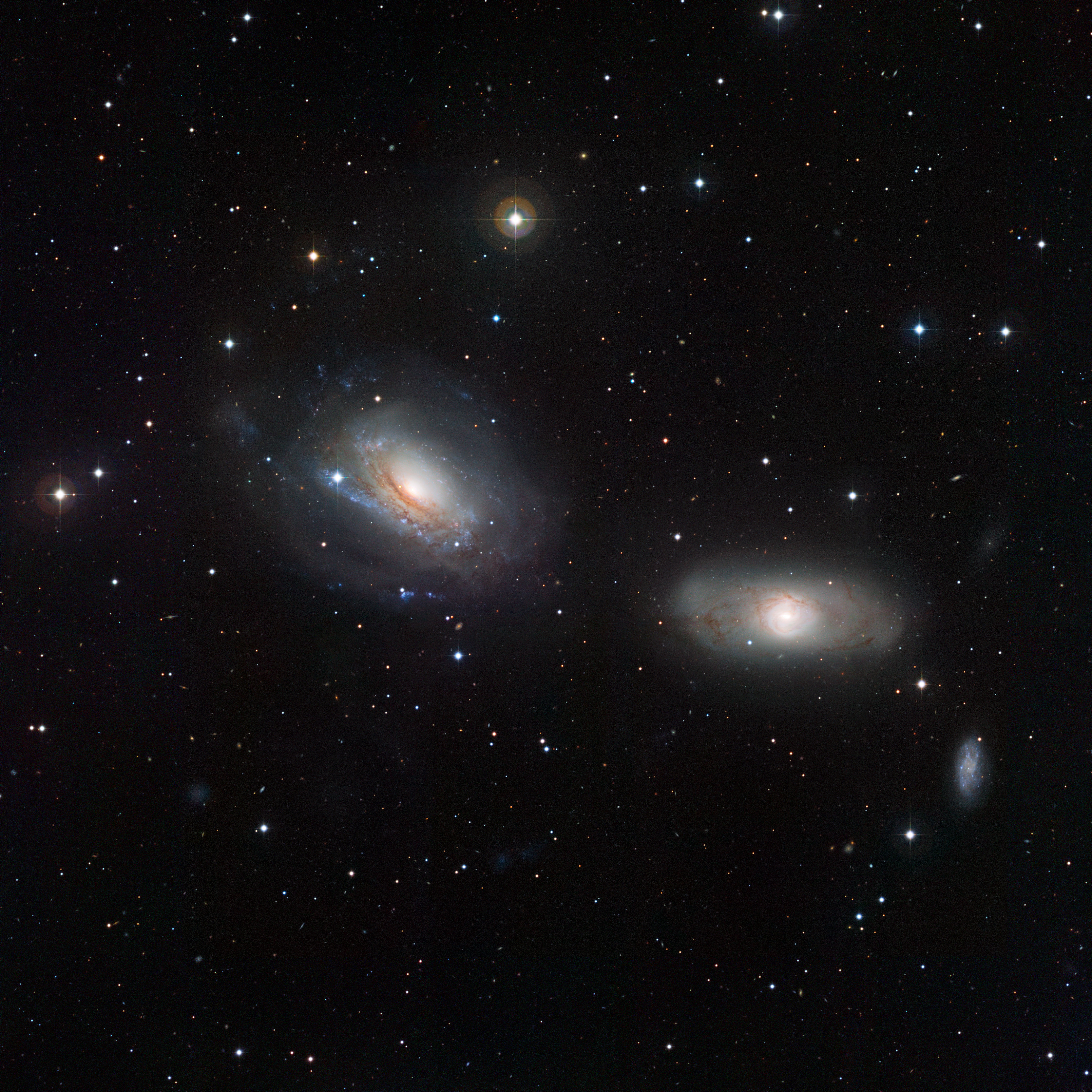
ان‌جی‌سی ۳۱۶۹ (چپ) و ان‌جی‌سی ۳۱۶۶ (راست) تصویر کمیابی را نشان می‌دهند که در آن هر یک از اعضای این گروه دوقلو، به حدی به هم نزدیک هستند که اثر جاذبه دیگری را احساس می‌کنند. این تصویر توسط تلسکوپ ۲٬۲ متری رصدخانه لاسیا ثبت شده است.

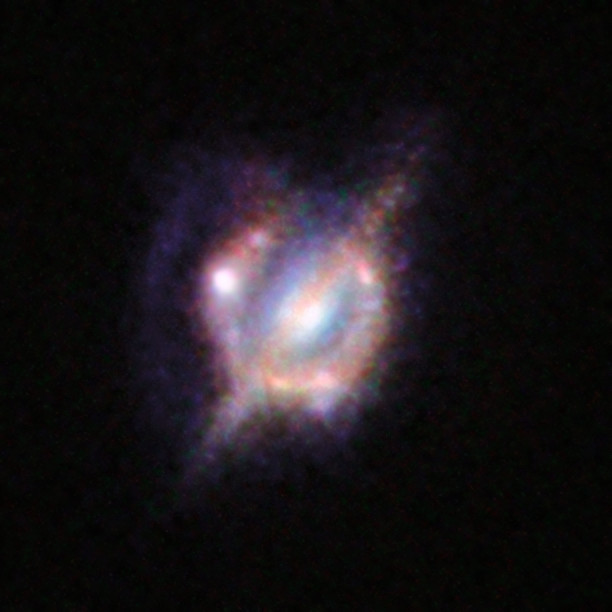
تصویری از ادغام دو کهکشان.

برهم‌کنش کهکشان‌ها یا برخورد کهکشان‌ها، عبارت است از کهکشان‌هایی که میدان گرانشی یکی از آن‌ها، باعث برهم‌ریختگی در دیگری می‌شود. کهکشان اقماری که باعث برهم‌ریختگی بازوی کهکشان مارپیچی مجاور خود می‌شود، نمونه‌ای کوچک از تعامل بوده و برخورد کهکشانی نیز نمونه بزرگتر تعامل کهکشانی است.

## برخورد راه شیری و آندرومدا در آینده
ستاره‌شناسان، تخمین می‌زنند که کهکشان ما یعنی کهکشان راه شیری و کهکشان زن برزنجیر (آندرومدا) در حدود ۴٬۵ میلیارد سال دیگر با هم برخورد خواهند کرد. به عقیده دانشمندان، این دو کهکشان مارپیچی پس از برخورد، به یک کهکشان بیضوی یا شاید یک کهکشان صفحه‌ای بزرگ تبدیل خواهند شد.

## تعامل کهکشان‌های مهم
| نام                                                  | نوع                   | فاصله (سال نوری) | قدر ظاهری | یادداشت                                |
| ---------------------------------------------------- | --------------------- | ---------------- | --------- | -------------------------------------- |
| کهکشان راه شیری، ابر ماژلانی بزرگ و ابر ماژلانی کوچک | SBc/SB(s)m/SB(s)m pec | ۰                | –         | برخورد کهکشان‌های اقماری با کهکشان اصلی |
| کهکشان گرداب (ام۵۱)                                  | SAc (SB0-a)           | ۳۷               | +۸٫۴      | برخورد کهکشان اقماری با کهکشان اصلی    |
| ان‌جی‌سی ۱۰۹۷                                          | SB(s)bc (E6)          | ۴۵               | +۹٫۵      | برخورد کهکشان اقماری با کهکشان اصلی    |
| ان‌جی‌سی ۲۲۰۷ و آی‌سی ۲۱۶۳                              | SAc/SAbc              | ۱۱۴              | +۱۱       | در حال طی مرحله اول برخورد کهکشانی     |
| کهکشان‌های موش (ان‌جی‌سی ۴۶۷۶ای و ان‌جی‌سی ۴۶۷۶بی)        | S0/SB(s)ab            | ۳۰۰              | +۱۳٫۵     | در حال طی مرحله دوم برخورد کهکشانی     |
| دوشاخک (ان‌جی‌سی ۴۰۳۸/۹)                               | SAc/SBm               | ۴۵               | +۱۰٫۳     | در حال طی مرحله سوم برخورد کهکشانی     |
| ان‌جی‌سی ۵۲۰                                           | S                     | ۱۰۰              | +۱۱٫۳     | در حال طی مرحله سوم برخورد کهکشانی     |